# كريسان دا كروز
كريسان دا كروز كويروز بارسيلوس (بالبرتغالية: Crysan Queiroz Barcelos‏) المعروف بكريسان (من مواليد 7 يوليو 1996) لاعب كرة قدم برازيلي لعب سابقاً لنادي الباطن .

## روابط خارجية
- كريسان دا كروز على موقع قاعدة بيانات كرة القدم.إي يو (الإنجليزية)
- كريسان دا كروز على موقع Soccerway.com (الإنجليزية)
- كريسان دا كروز على موقع عالم كرة القدم.نت (الإنجليزية)